# Tibet House

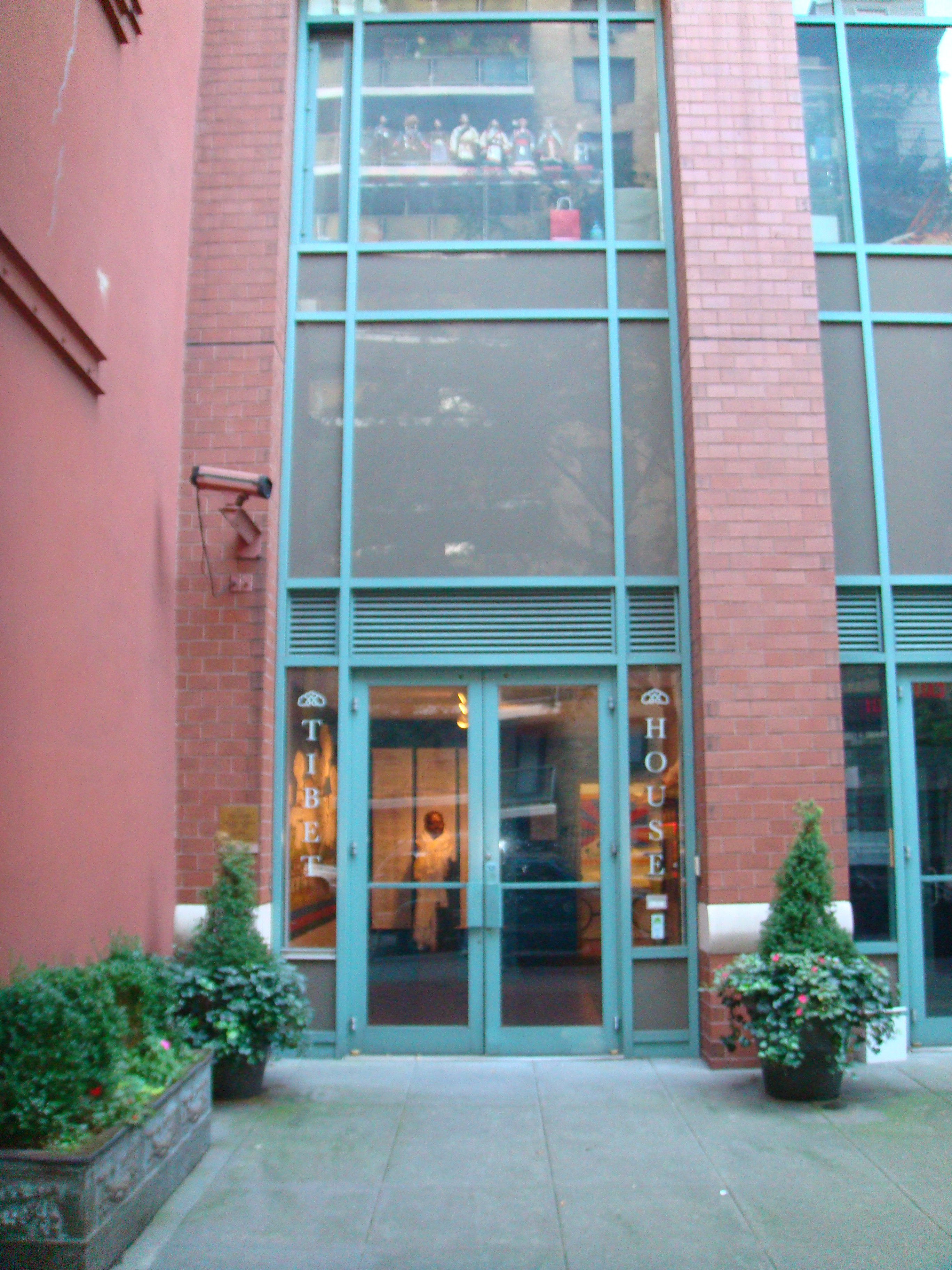
Tibet House

Tibet House is een niet-gouvernementele organisatie die in New York werd opgericht in 1987 door boeddhisme-professor Robert Thurman van de Columbia-universiteit en verschillende prominenten, waaronder acteur Richard Gere en componist Philip Glass op verzoek van de dalai lama, Tenzin Gyatso.
De Amerikaanse afdeling is daar nog steeds gevestigd. Verder zijn er vestigingen in New Delhi, Moskou, Mexico-Stad, Barcelona, Frankfurt, Berlijn, Boedapest, Lugano en Votigno di Canossa.
Doelstellingen van het Tibet House zijn:
- Presentatie aan het Westen van antieke Tibetaanse tradities op het gebied van kunst en cultuur, door de opzet van een permanent cultureel centrum met een galerie, bibliotheek, archieven, reistentoonstellingen, drukwerk en mediaproducties.
- Instandhouding en restauratie van uniek cultureel en spiritueel Tibetaans erfgoed, zowel binnen als buiten Tibet
- Het delen van Tibet's spirituele filosofie en geesteswetenschappen, kunst in menselijke ontwikkeling, interculturele dialoog, geweldloosheid en vredesstichting.